# Caio Duílio
Caio Duílio (em latim: Gaius Duilius) foi um político da gente Duília da República Romana, eleito cônsul em 260 com Cneu Cornélio Cipião Asina. É um dos grandes heróis romanos da Primeira Guerra Púnica. Foi nomeado ditador em 231 a.C..

## Consulado (260 a.C.)

Teatro de operações da Primeira Guerra Púnica entre 261 e 259 a.C..
Território siracusano
Território cartaginês
Territórios romanos
1. Vitória naval dos cartagineses na Batalha das ilhas Líparas (260 a.C. & 258-7 a.C.).
2. Vitória naval romana na Batalha de Milas (260 a.C.).
3. Romanos liberam o cerco de Segesta (260 a.C.).
4. Romanos são derrotados por Amílcar (não o Barca) em Hímera (260 a.C.).
5. Amílcar toma Enna e Camarina (259 BC).

Não se sabe muito sobre sua família ou sobre os primeiros anos de sua carreira, pois ele era um homem novo, ou seja, não pertencia a  nenhuma família tradicional da aristocracia romana. Ele conseguiu, mesmo assim, ser eleito cônsul com Cneu Cornélio Cipião Asina em 260 a.C., o quinto ano da Primeira Guerra Púnica. Como parceiro júnior do patrício Cneu Cornélio Cipião Asina, Duílio recebeu o comando da frota de retaguarda e não esperava ver muita ação. Porém, a inocência de Cipião Asina fez com que ele fosse capturado na Batalha das ilhas Líparas, deixando Duílio como comandante principal da frota. Ele teve que enfrentar Aníbal Giscão e o resto da frota cartaginesa logo depois.
A Batalha de Milas, logo em seguida, foi uma acachapante vitória para Roma, principalmente por causa do uso do corvo (corvus), um mecanismo de abordagem das naus inimigas. Duílio capturou diversas delas, incluindo a nau capitânia de Giscão, tornando-se assim o primeiro almirante romano vitorioso numa batalha naval. Ele realizou um triunfo, no qual exibiu as proas de ataque das naus de guerra cartaginesas que depois adornariam a coluna erigida em sua homenagem no Fórum Romano. Em Roma, ele também teve a honra de ser acompanhado por dois servos, um carregando uma tocha e outro tocando uma flauta, sempre que saía à noite.

## Censor (258 a.C.)
Ele foi censor em 258 a.C. com Lúcio Cornélio Cipião.

## Ditador romano (231 a.C.)
Foi nomeado ditador comitiorum habendorum causa em 231 a.C. e escolheu Caio Aurélio Cota como seu mestre da cavalaria (magister equitum) com o objetivo de realizar a Assembleia das centúrias para eleição dos novos cônsules.